# 十年式信号拳銃
十年式信号拳銃（じゅうねんしきしんごうけんじゅう）は、大日本帝国で設計・製造された信号拳銃で、大日本帝国陸軍が採用した唯一の信号拳銃である。

## 開発
研究は1918年（大正7年）末から開始された。設計当初は口径26mmであったが、光量不足だったため拡大されて、1919年（大正8年）9月に口径35mmの試作銃が完成した。1920年（大正9年）1月、光弾の研究中に爆発事故を起こしたため、発射と同時に信号弾に点火する型式から、発射後50m飛んだ後に点火する形式へと信号弾が改められた。

## 設計
ダブルアクションにより撃発する単発拳銃で、中折れ式なのでラッチ操作による銃身開放で自動的に排莢される。拳銃本体は袋に収容し、紐で肩にかけて携帯する。信号弾の装填が不確実であった場合、銃身のラッチが撃鉄の前進を妨げ、信号弾の信管を打撃できない構造になっている。
信号弾は全備重量が150-200gであり、推薬に小粒薬2gを用いる。信号弾の底栓中央部に火道が設けられており、緩燃導火索が封入されている。薬莢底面に文字と符号が記されて弾種を表示している。また、夜間の使用のために、薬莢のリムの部分に筋目が入れられ、これによって弾種を識別できる。これらの信号弾は、金属ケースに格納されて輸送された。発射後2.5秒後（約50m地点）に点火する。信号弾は、長さ119.5-120.0mmの金属筒で、煙剤または光剤を充填した紙筒が格納されている。種類は龍（30秒間発火する昼間用発煙信号弾、黄色・黒の2種類）・吊星（20-30秒間発光する落下傘付の発光弾、赤・白・緑の3種類）・流星（5-8秒間発光する発光弾、赤・白・緑の3種類があり、それぞれに発光弾1個の一ツ星と発光弾3個の三ツ星がある）がある。これらを用いることで、昼間で2,200-4,000m、夜間で2,000-8,000mの部隊とコミュニケーションをとることが可能とされたが、天候が良ければ昼間で8km、夜間では25kmで目視することができた。
信号用の薬剤には以下の物を使用した。
- 黒色 - 塩素酸カリウム、ナフタレン
- 黄色 - 硫黄、鶏冠石
- 白色 - アルミニウム
- 赤色 - 炭酸ストロンチウム
- 緑色 - 塩素酸バリウム

## 運用
1921年（大正10年）に制式化され、地上部隊や航空隊に配備された。しかし、同年制式化された十年式擲弾筒にも信号弾が用意されており、さらに1929年（昭和4年）に八九式重擲弾筒が制式化されると、十年式擲弾筒が信号弾発射筒として機甲部隊に配備された。さらに、八九式重擲弾筒用の信号弾もあったため、擲弾筒と異なり武器としての汎用性に劣る十年式信号拳銃は多くは配備されなかった。専ら、擲弾筒を有しない航空機に搭載され、撃墜した日本陸軍機から本銃を入手したアメリカ軍は、救難信号打ち上げ専用の信号拳銃と認識していた。
大日本帝国海軍でも航空機用信号銃として用いられ、真珠湾攻撃時の第一次攻撃隊の攻撃合図にも十年式信号拳銃は用いられた。なお、艦艇向けには、川口屋林鉄砲火薬店（現：株式会社川口屋）に中折式単発信号銃（九七式信号拳銃）、萱場製作所に水平二連式や三連式の信号銃（九十式信号拳銃）を製造させて配備していた。
生産は終戦まで行われ、7,800丁以上が製造された。運用数が少なく、緊急度や機密性の低い兵器であったため輸出も提案されており、1935年（昭和10年）頃に刊行された日本軍の武器輸出カタログである、泰平組合カタログにも掲載されている。1941年（昭和16年）12月において1丁あたりの単価（基準定予価）は125円だった。
1943年（昭和18年）の時点で、信号弾の1発あたりの単価は以下のとおりである。
- 竜（黒色・黄色） - 2円20銭
- 吊星（白・赤・緑） - 2円20銭
- 流星一ツ星（白・緑） - 2円5銭
- 流星一ツ星（赤） - 2円
- 流星三ツ星（白） - 2円15銭
- 流星三ツ星（赤・緑） - 2円10銭